# Atelier F. Nicolas en Zonen

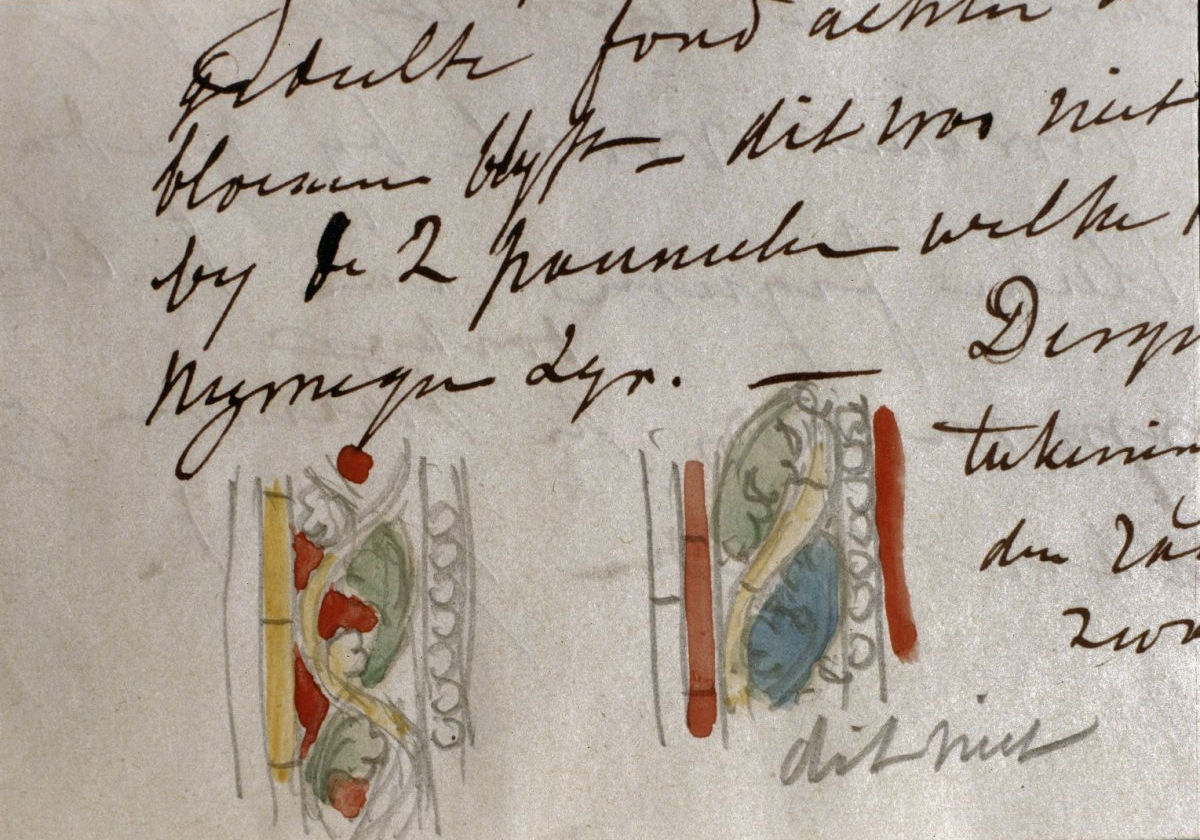
Detail van een brief van Pierre Cuypers met aanwijzingen voor Frans sr.

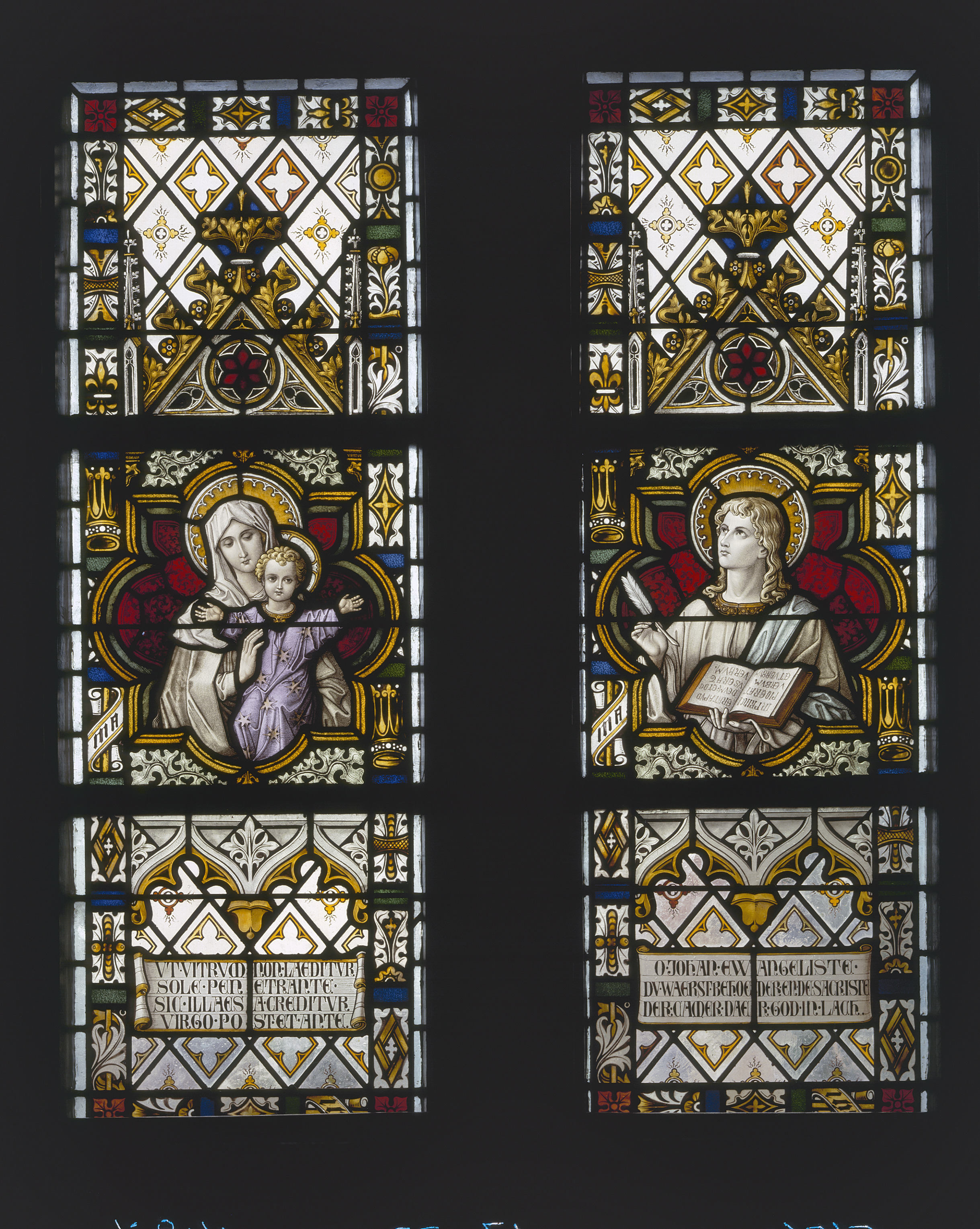
Sint-Martinuskerk, Sneek

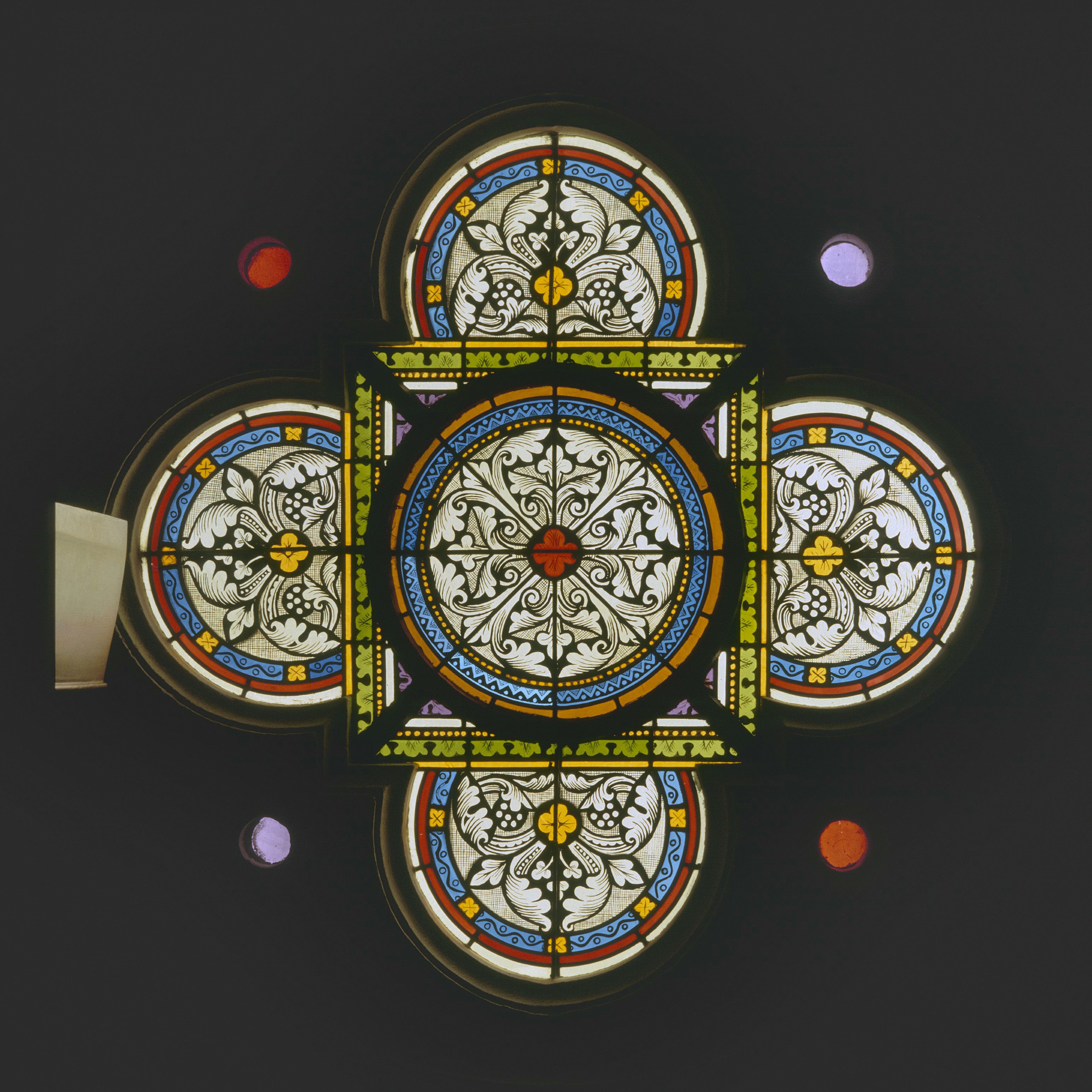
Sint-Urbanuskerk, Duivendrecht

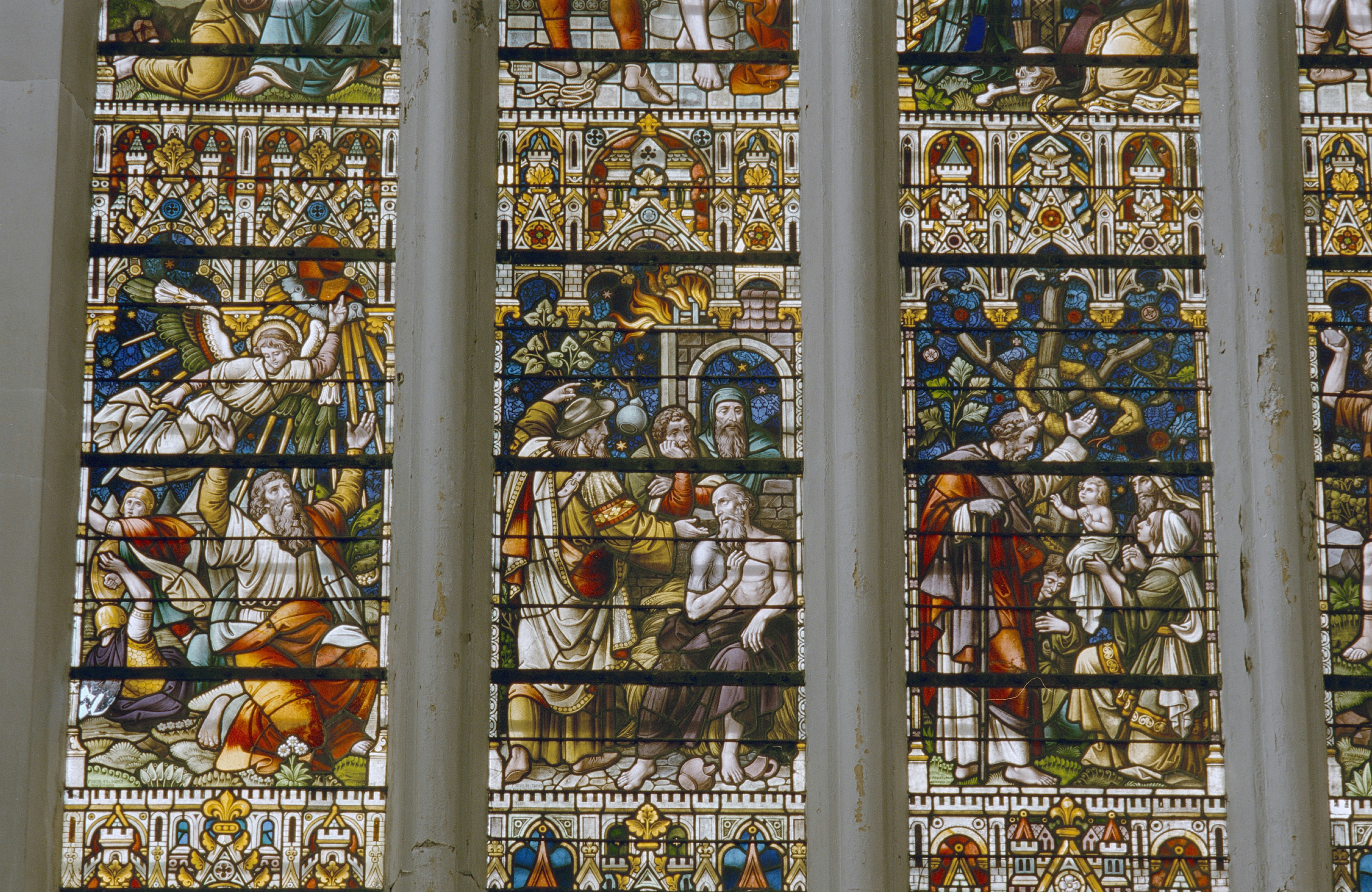
OLV Onbevlekt Ontvangenkerk, Arnhem

Atelier F. Nicolas en Zonen was een Nederlandse onderneming in Roermond (1855-1939), gespecialiseerd in het maken van gebrandschilderd glas en glas-in-loodramen.

## Geschiedenis
Carolus Nicolas (1784-1856), wiens voorouders uit het Franse Nancy kwamen, had een particuliere tekenschool in Roermond. Hij schilderde en zou ook geëxperimenteerd hebben met gebrandschilderd glas. Zijn zoon Frans (1826-1894) startte in 1855 een eigen glasatelier. Het 'atelier F. Nicolas' hield zich aanvankelijk vooral bezig met de restauratie van ramen en had daarvoor vier man in dienst. De samenwerking met architect Pierre Cuypers was gunstig voor het bedrijf, er kwamen daardoor veel opdrachten binnen voor nieuwe ramen. Het atelier groeide uit tot de grootste onderneming op dit gebied.
Frans Nicolas voerde ontwerpen uit van Cuypers en ontwierp ook zelf ramen. Het atelier werkte ook voor navolgers van Cuypers, als Albert Margry en Nicolaas Molenaar. Nicolas gaf garantie op de duurzaamheid van het glaswerk. In 1879 waren er tweeëntwintig mensen bij het atelier in dienst. Aan de uitvoering van elk raam werkten meerdere mensen, de glasschilders hadden hun eigen specialismen en waren verantwoordelijk voor de handen en gezichten, de draperieën of de ornamenten op de ramen.
F. Nicolas en Zonen
In 1880 werden Frans' zonen Frans jr. (1855-1928) en Charles (1859-1933) vennoten en sindsdien droeg het bedrijf de naam F. Nicolas en Zonen. Tegen het eind van de 19e eeuw werden ontwerpers van buiten ingeschakeld. In die periode werden in de Verenigde Staten verkoopleiders aangesteld, onder wie Frans Stoltzenberg jr., oud-firmant van het mede door zijn vader opgerichte atelier Cuypers-Stoltzenberg.
Na het overlijden van Frans Nicolas sr. kreeg Charles de zakelijke leiding in handen. Vanaf de jaren 1920 maakte Charles' zoon Joep (1897-1972) ontwerpen voor de firma. Hij was binnen het bedrijf opgegroeid en had er lessen gekregen van Gerard Mesterom. In 1938 publiceerde hij het boekje Wij glazeniers ...., dat de ontwikkeling van het glazeniersvak beschreef en waarin hij aangaf dat het werk in het atelier door de omvangrijke productie karakterloos was geworden; degelijk, maar "van een droge burgerlijkheid". Hij brak met de traditionele neogotische stijl van het atelier en maakte ramen die meer beweeglijkheid tonen.
In 1939 vertrok Joep Nicolas wegens de oorlogsdreiging naar de Verenigde Staten. Chef d'atelier Max Weiss en Joeps assistente Gisèle van Waterschoot van der Gracht zouden respectievelijk de zakelijke en de artistieke leiding op zich nemen. Van Waterschoot haakte echter af en het atelier werd verkocht aan Weiss. Hij bleef aanvankelijk de naam N.V. Glasschilderkunst F. Nicolas en Zonen voeren en signeerde ramen met Max Weiss, F. Nicolas & Zonen. Weiss moest in 1969 stoppen met werken. Het is niet duidelijk hoelang hij nog de naam Nicolas gebruikte.
Glas-in-loodramen van het atelier F. Nicolas en Zonen werden geleverd aan kerken, bedrijven en particulieren in binnen- en buitenland. Soms ging het daarbij om een enkel raam, soms om de aankleding van een complete kerk. Voor de Sint-Pancratiusbasiliek in Tubbergen werden door de familie tussen 1897 en 2002 vijfendertig ramen gemaakt. Oud-medewerkers als Frans Balendong, Mesterom, de gebroeders Den Rooijen en Charles Stroucken startten later hun eigen atelier.

## De familie Nicolas

### Frans Nicolas sr.
Antonius Franciscus Hubertus (Frans) Nicolas (Roermond, 26 december 1826 – aldaar, 10 mei 1894) was een zoon van Carolus Leonardus Nicolas en Maria Barbara Reichenberger. Hij trouwde met Rosalia Christina Francisca Stroobant (1827-1902). Frans werd waarschijnlijk opgeleid bij zijn vader. Een in de familie bewaard gebleven schilderij, dat bekend staat als 'academiestuk', duidt op een mogelijke academische studie. In 1853 exposeerde hij een schilderij bij de Tentoonstelling van Levende Meesters in Den Haag. In 1855 begon Frans een eigen glasatelier. In 1881 werd hij gemeenteraadslid van Roermond.

### Frans Nicolas jr.
Antoon Frans Adriaan Alexander (Frans jr.) Nicolas (Roermond, 30 november 1855 – aldaar, 25 oktober 1928) was een zoon van Frans sr. Hij trouwde met Maria Elisabeth Hubertina Andriessens (1856-1912), dochter van burgemeester Hubertus Franciscus Andriessens. Frans werkte als ontwerper in het atelier.

### Charles Nicolas
Carolus Antonius Hubertus (Charles) Nicolas (Roermond, 9 juni 1859 – aldaar, 2 juni 1933) was een zoon van Frans sr. Hij trouwde met Henriette Marie Josephine Hortense Schieffer (1862-1937). Charles hield zich niet met ontwerpen bezig, maar schilderde wel tot 1897. Na het overlijden van zijn vader kreeg hij de zakelijke leiding over het bedrijf. Hij had daarnaast diverse bestuurlijke functies en was onder meer gemeenteraadslid (1894-1906) en wethouder (1901-1902) van Roermond.

### Joep Nicolas
Josephus Antonius Hubertus Franciscus (Joep) Nicolas (Roermond, 6 oktober 1897 – Steyl, 25 juli 1972) was een zoon van Charles. Hij trouwde met beeldhouwster Suzanne Nijs (1902-1985). Hij ontving zijn eerste opleiding binnen het atelier en studeerde bij Antoon Derkinderen aan de Rijksakademie van beeldende kunsten in Amsterdam. Hij won onder meer een gouden medaille op de wereldtentoonstelling van 1925 in Parijs en een grand prix op de jaarbeurs van Milaan (1927). In 1933 was hij een van de glazeniers die een ontwerp van Willem van Konijnenburg voor de Nieuwe Kerk in Delft uitwerkten, hij verzorgde de uitvoering van het raam der Baronie van Breda. Van 1939 tot 1956 woonde en werkte hij in de Verenigde Staten en voorzag er 22 kerken van ramen. Na zijn terugkeer in Nederland werden zijn ramen uitgevoerd bij het atelier Geutjes in Venlo, waar Beeldend kunstenaar Louis Smeets verantwoordelijk was voor het schilderen van de ramen. In 2014 werd in het Cuypershuis een overzichtstentoonstelling gegeven met zijn werk, waarin ook aandacht werd geschonken aan het familie-atelier.

### Verdere familie
Edmond Antoine Joseph Hubert Nicolas (1902-1976), zoon van Charles en broer van Joep, werd schrijver. De beeldhouwer Joseph Hendrik (Joep) Nicolas (1933), die werkt onder de naam Nicolas van Ronkenstein, was in de jaren zestig assistent van zijn oom Joep. Joeps dochter Sylvia Nicolas (1928) en haar zoon Diego Semprun Nicolas (1954) werken als glazenier en maakten beiden ramen voor de Pancratiusbasiliek in Tubbergen.

## Werken (selectie)
- 1870 zeven ramen voor het priesterkoor van de Sint-Urbanuskerk in Ouderkerk aan de Amstel (Frans sr.)
- 1875-1880 Kapellen van de Sint-Servaasbasiliek en elders in de Sint-Servaasbasiliek in Maastricht
- 1880 Vondelkerk in Amsterdam (Frans sr.)
- 1880-1925 Antonius Abtkerk in Nijmegen
- 1883 stadhoudersramen voor de Ridderlijke Duitsche Orde, Balije van Utrecht (ontwerp Cuypers, uitvoering Frans sr.)
- 1890 negen ramen in de Sint-Willibrorduskerk (Demen)
- 1892-1899 zeven ramen in het priesterkoor van de Sint-Servatiuskerk in Megen
- 1897 ramen in de noordelijke wand van het schip in de Maria Ten Hemel Opnemingkerk of Kapel in 't Zand, Roermond
- vanaf 1897 Sint-Pancratiusbasiliek in Tubbergen
- 1903 vijf ramen in de Sint-Willibrorduskerk (Berghem)
- 1908 ramen in het koor van H.H. Martelaren van Gorkum Kaatsheuvel (Frans jr.)
- 1909 Gedenkraam koning Willem II, Paleis-Raadhuis in Tilburg
- ramen met voorstellingen van de zeven sacramenten in de Sint-Laurentiuskerk in Oud Gastel (Frans jr.)
- 1910? Maria Magdalenakerk in Geffen
- 1911 Sint-Laurentiuskerk in Weesp (Frans jr.)
- 1912 ramen in het koor (Frans jr) en 1936 ramen in het transept (Joep) van de kerk OLV Onbevlekt Ontvangen in Arnhem
- 1912 ramen in het koor van de Groenestraatkerk in Nijmegen
- 1913 vijf ramen in de Sint-Lambertuskerk (Huisseling)
- 1913 vijf ramen in de apsis van de Sint-Remigiuskerk in Duiven
- 1913-1919 zesentwintig ramen in de Johannes de Doperkerk in Limmel
- 1914 Sint-Odulphuskerk in Bakhuizen
- 1915 raam met Onze Lieve Vrouw van Lourdes, Sint-Servatiuskerk in Megen
- 1917 ramen in het koor en 1927 in de piëtakapel van de Johannes de Doperkerk in Gassel
- 1918 ramen in het voormalig Maristenklooster in Hulst. Klooster maakt deel uit van het Reynaertcollege.
- 1922 Sint-Dionysiuskerk in Asselt (Joep)
- 1927-1927 twee-en-twintig ramen in de Sint-Jacobus de Meerderekerk (Den Dungen)
- 1926-1928 Sint-Jozefkerk in Nijmegen (Joep)
- 1931 allegorische ramen voor het Raadhuis van Hilversum (Joep)

## Afbeeldingen

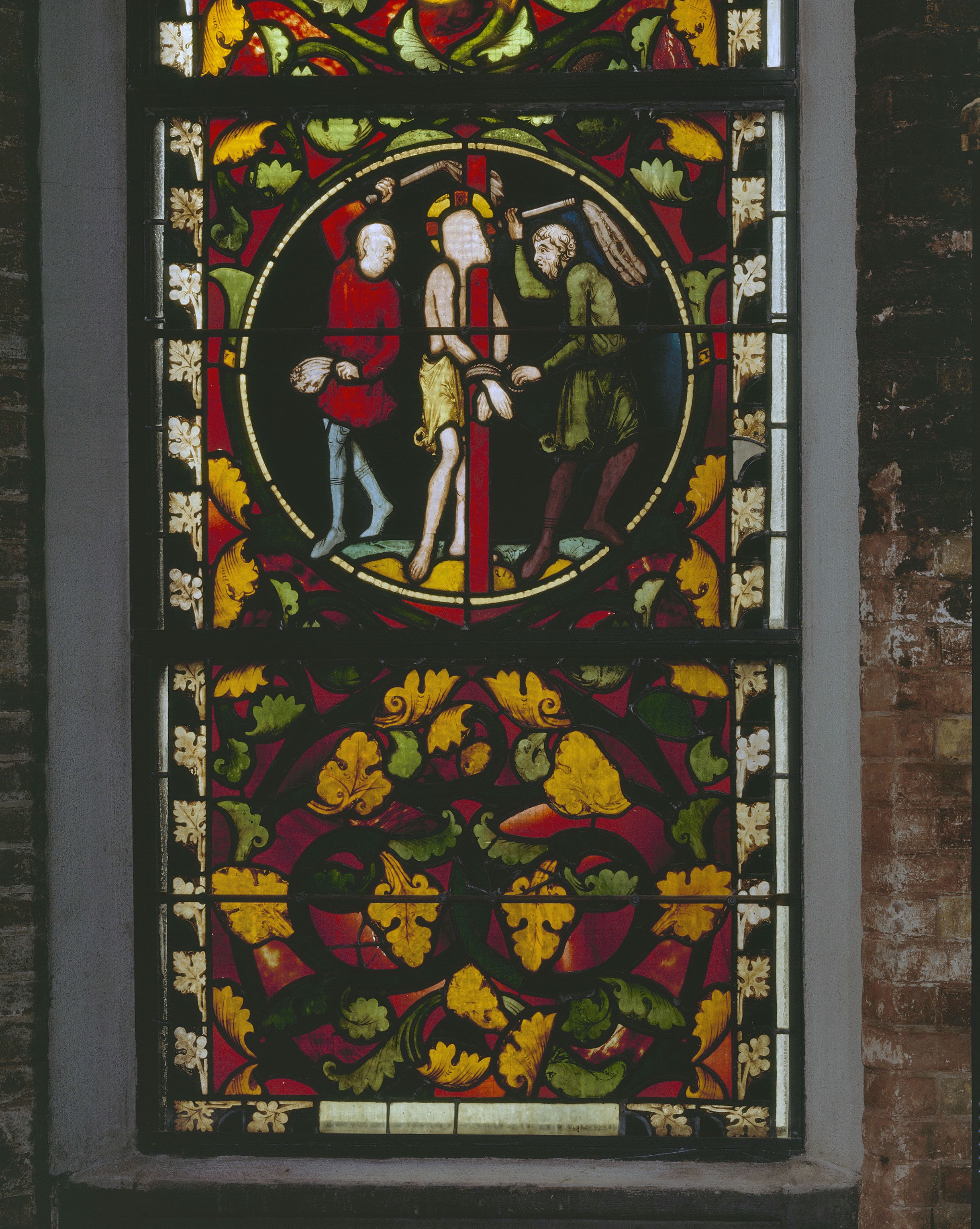
Vondelkerk, Amsterdam
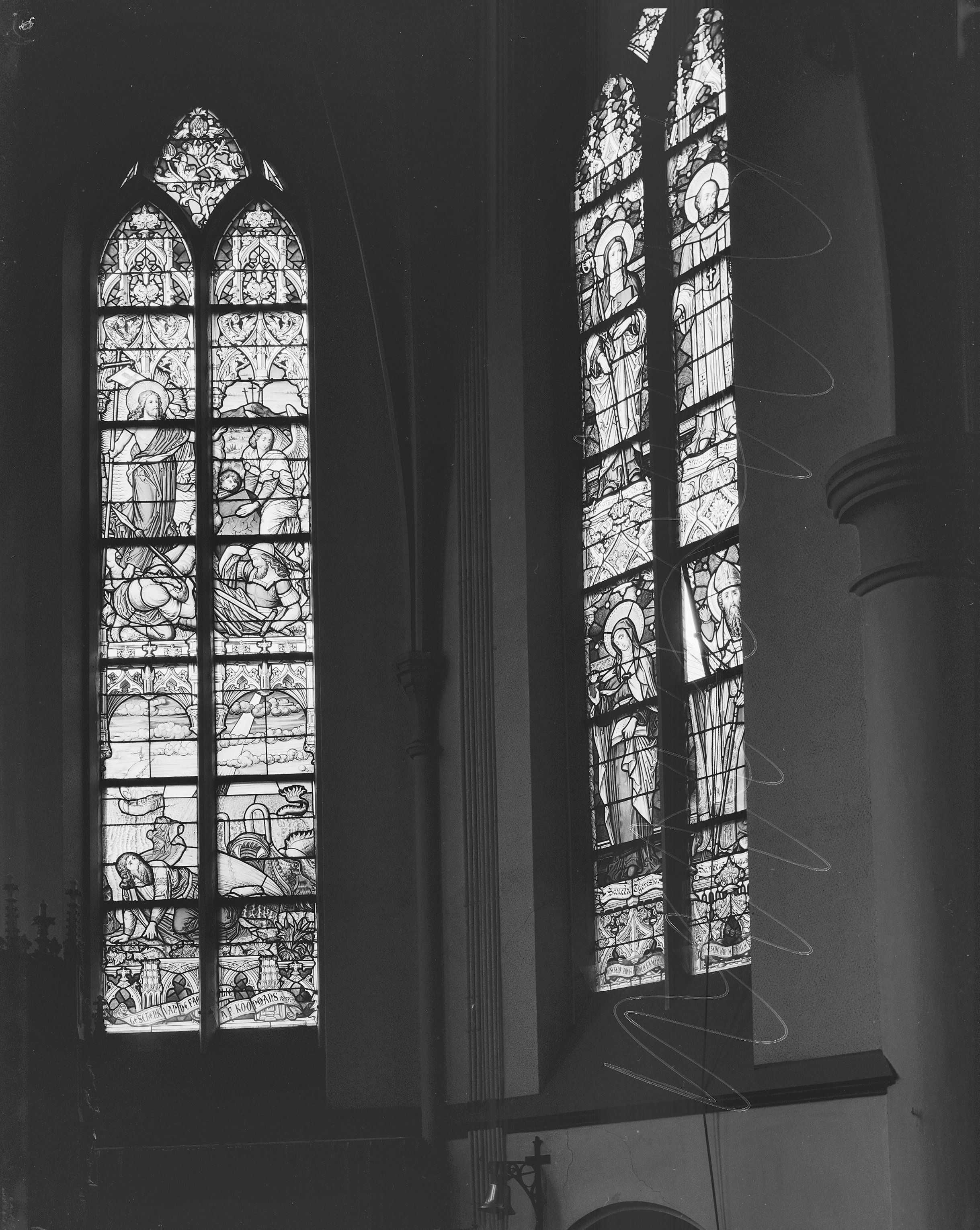
Sint-Pancratiusbasiliek, Tubbergen
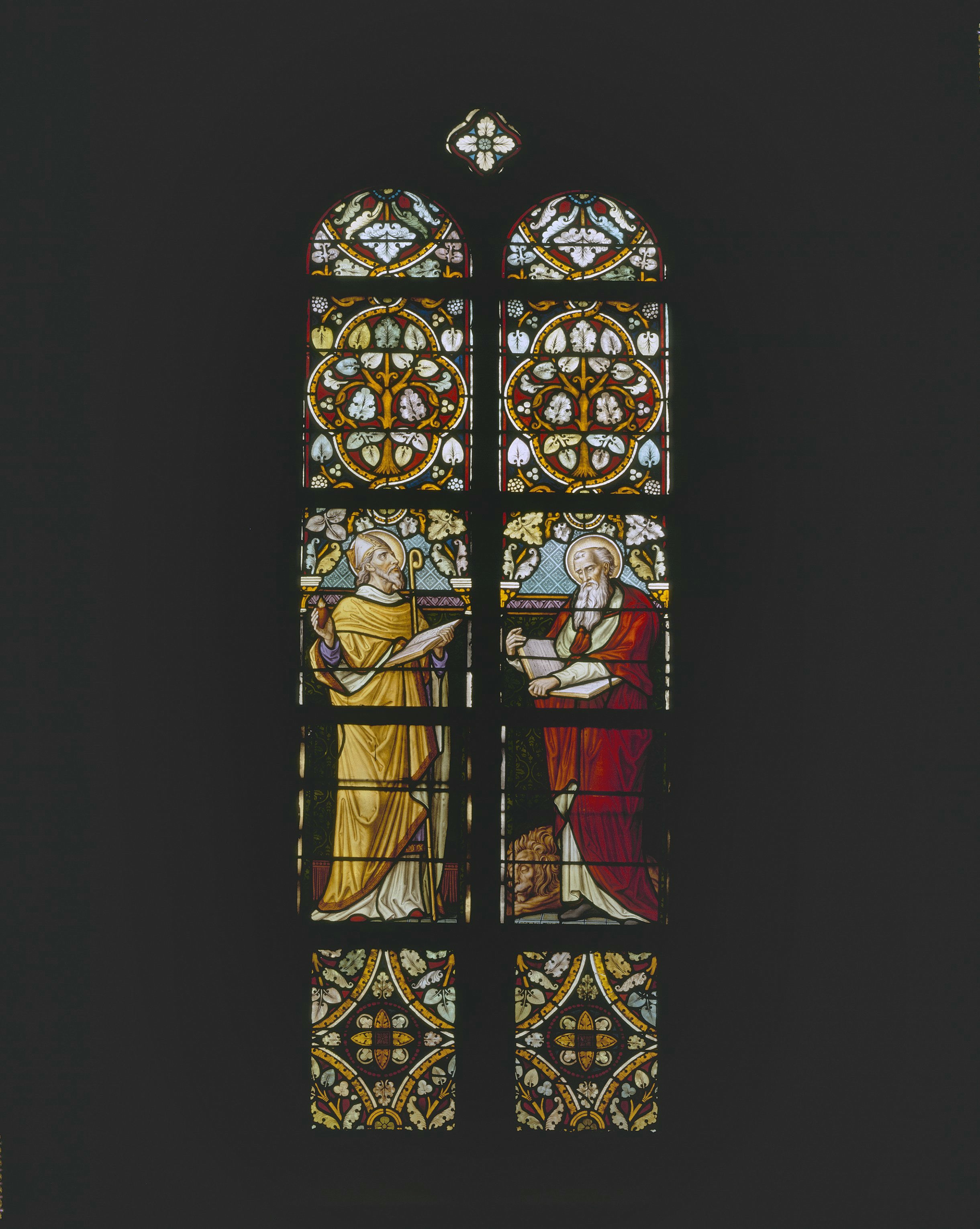
Sint-Mathiaskerk, Warmond
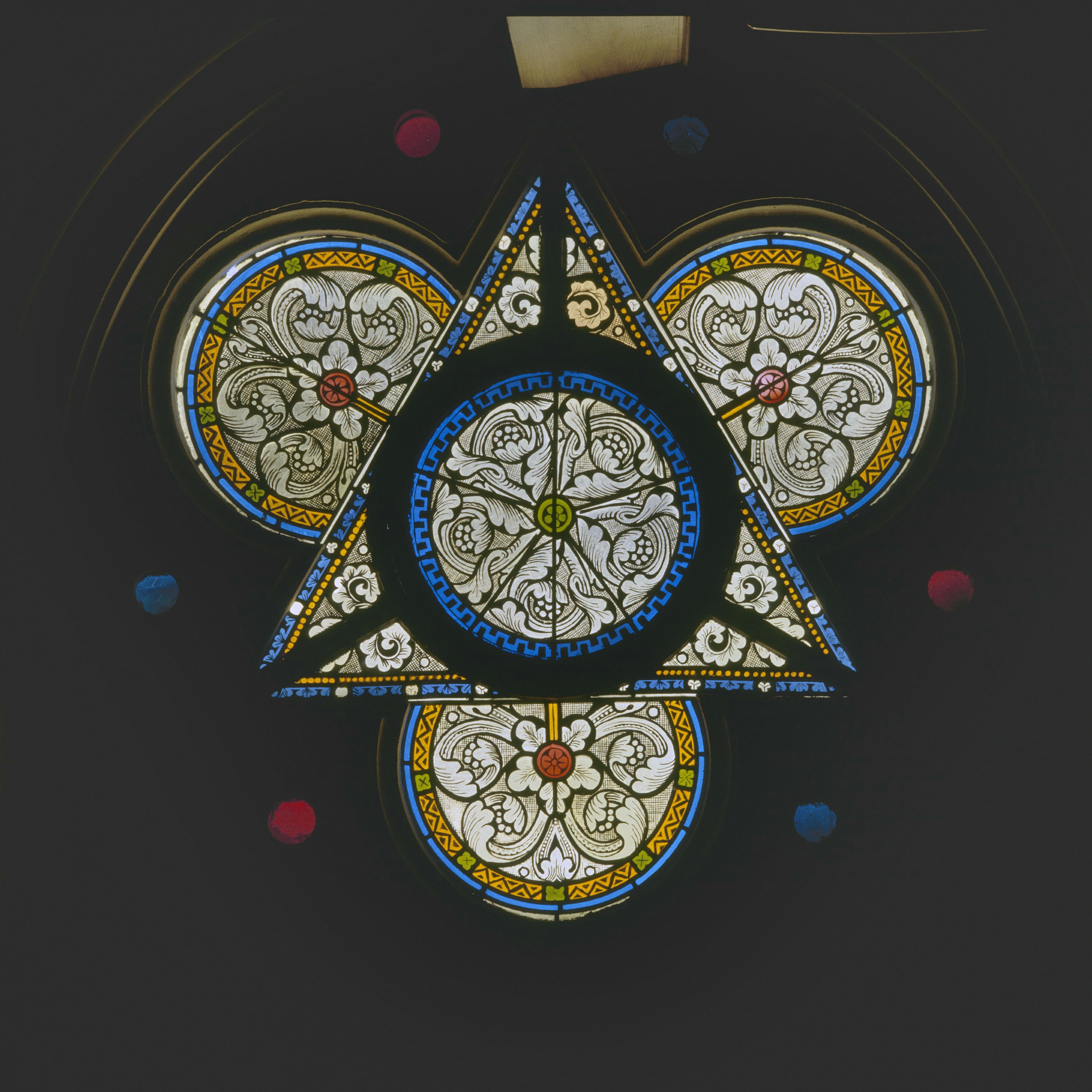
Sint-Urbanuskerk, Duivendrecht
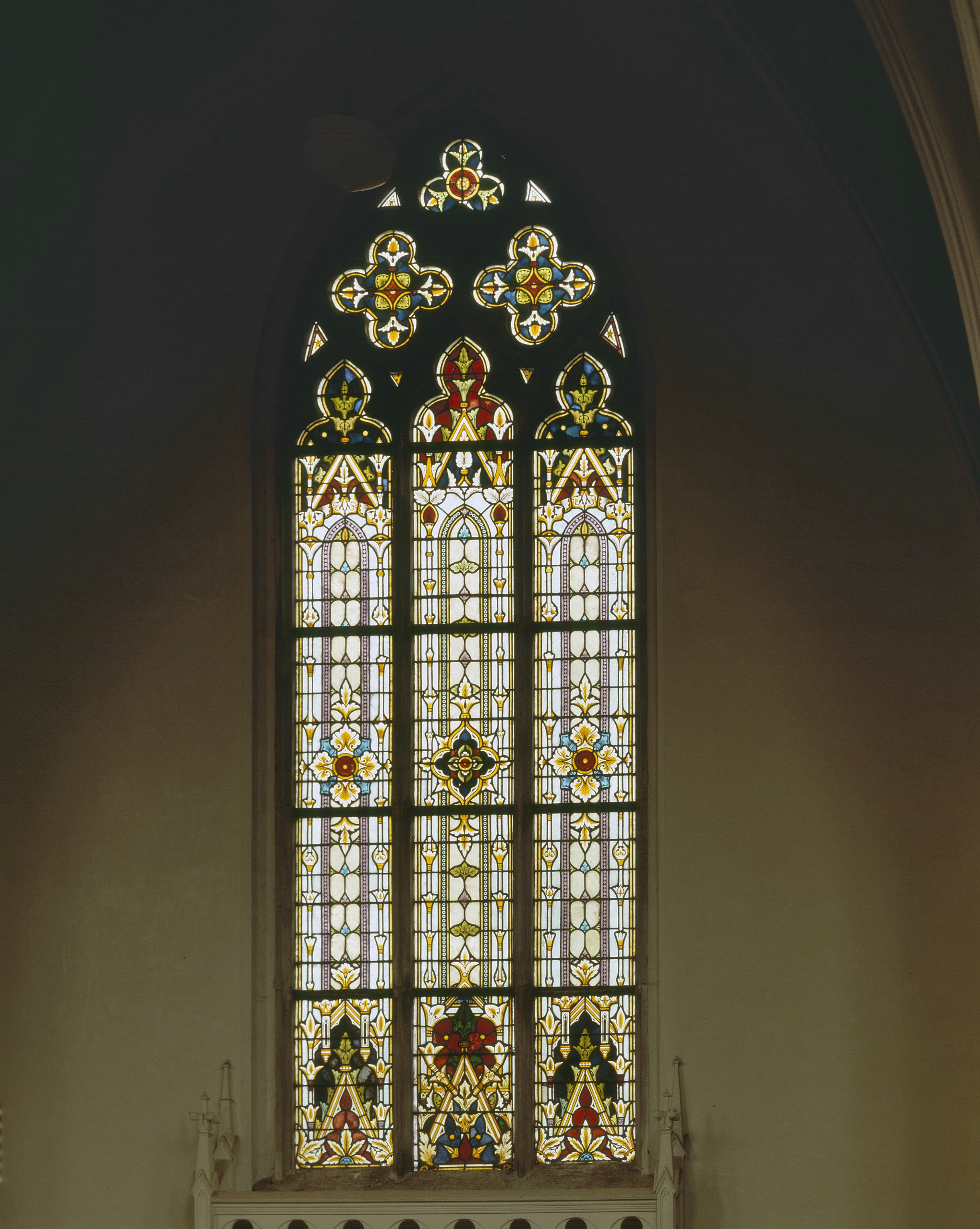
Sint Jacobus de Meerderekerk, Tuitjenhorn
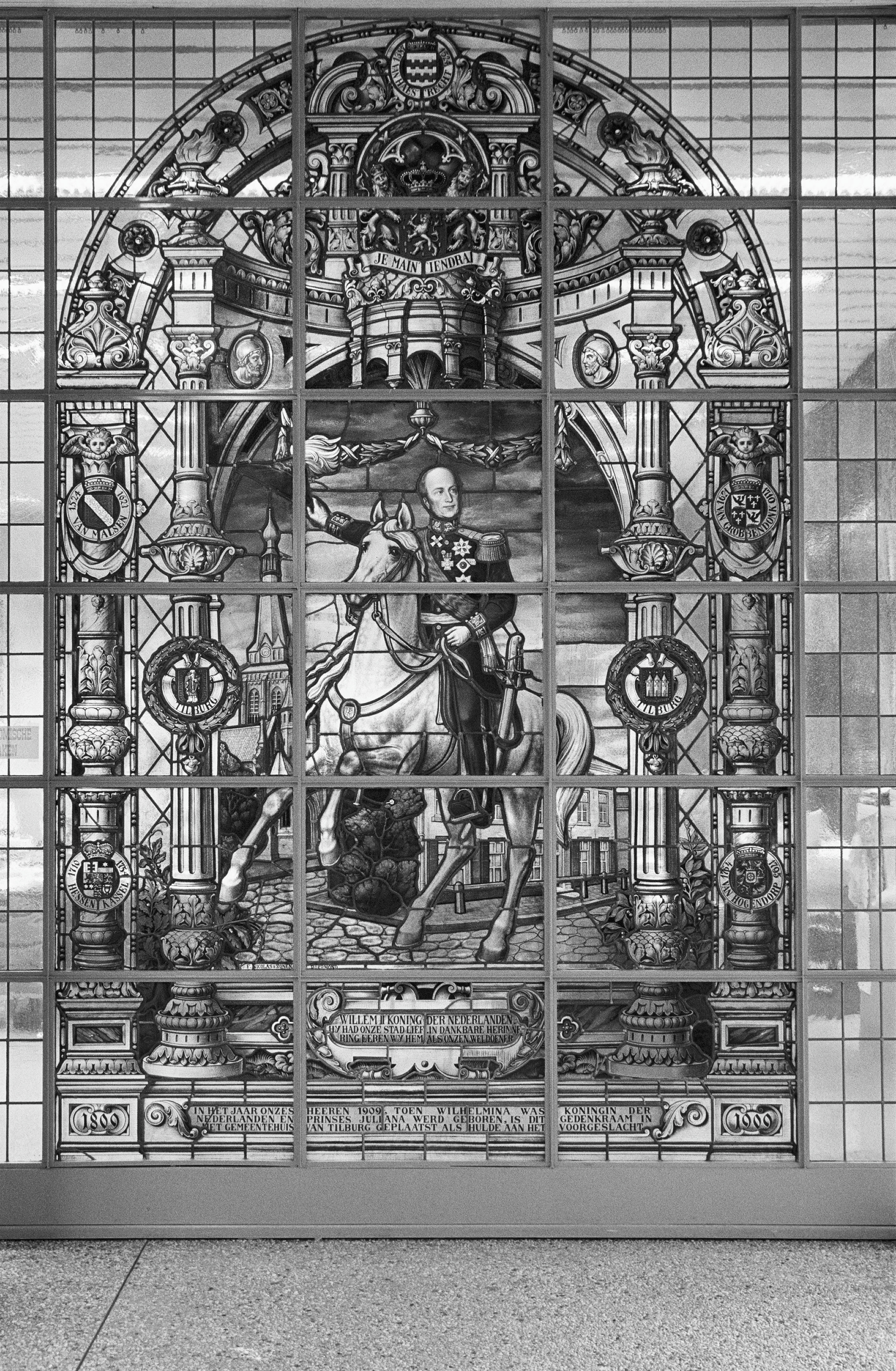
Gedenkraam koning Willem II, Tilburg
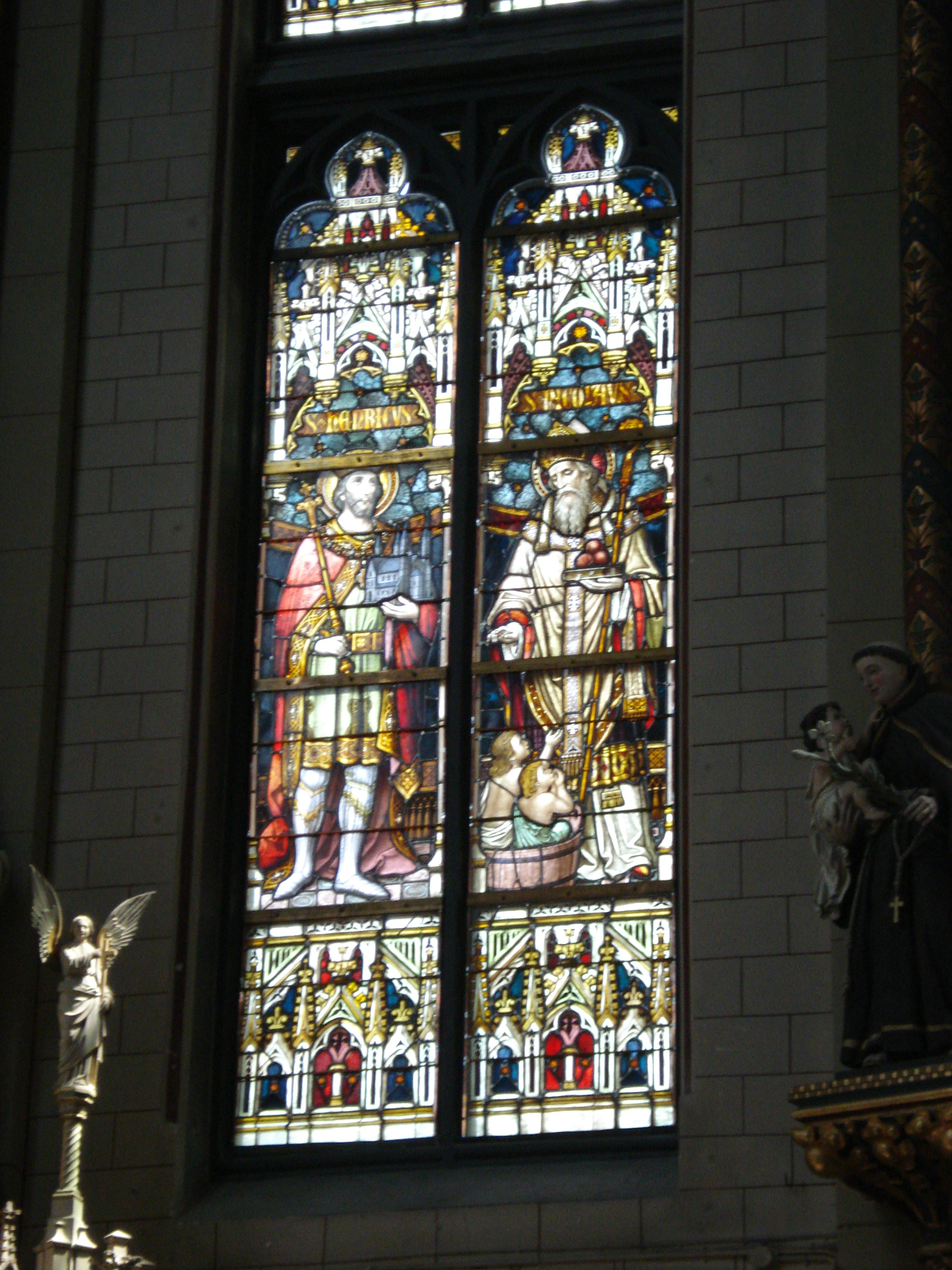
Maria Magdalenakerk, Geffen
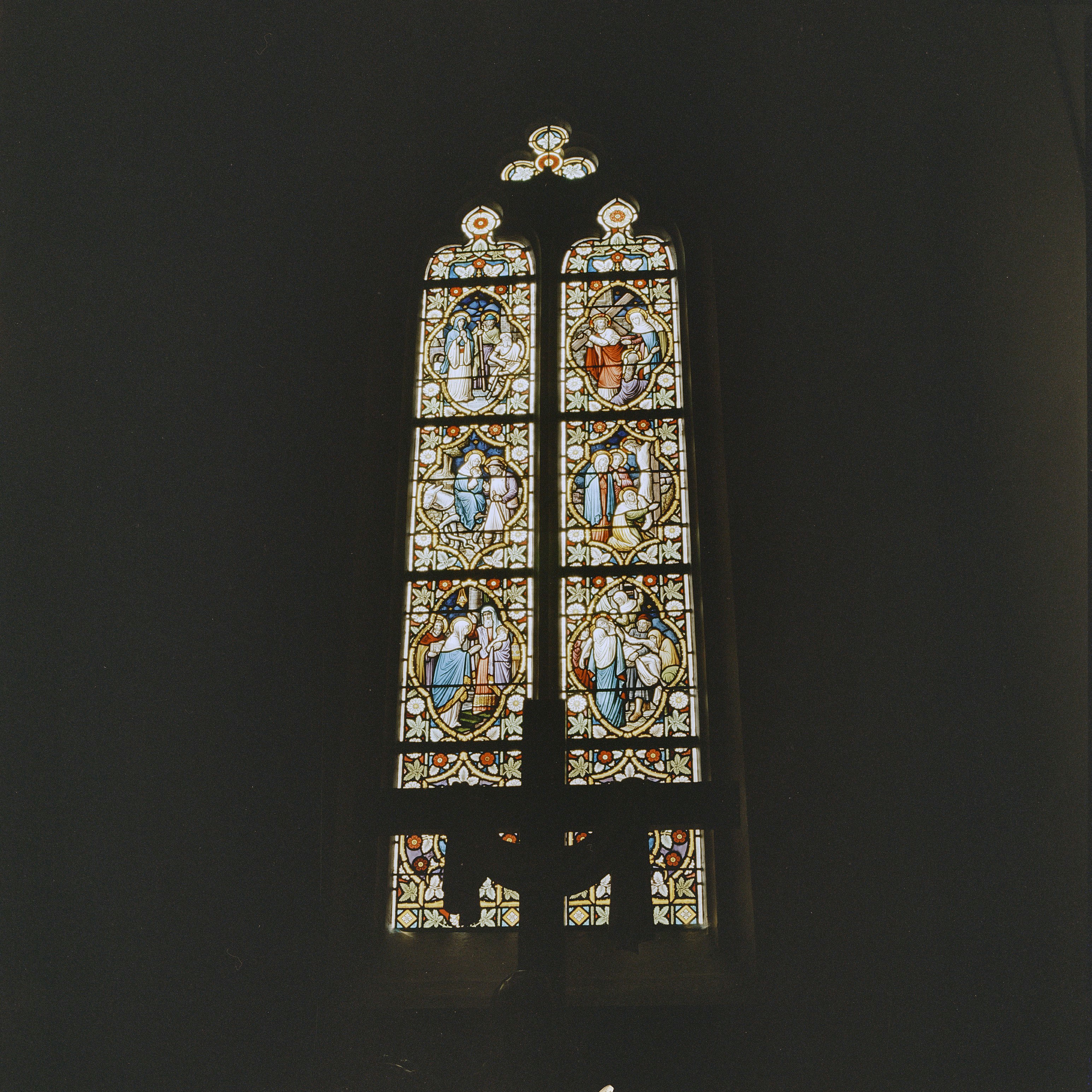
Johannes de Doperkerk, Gassel
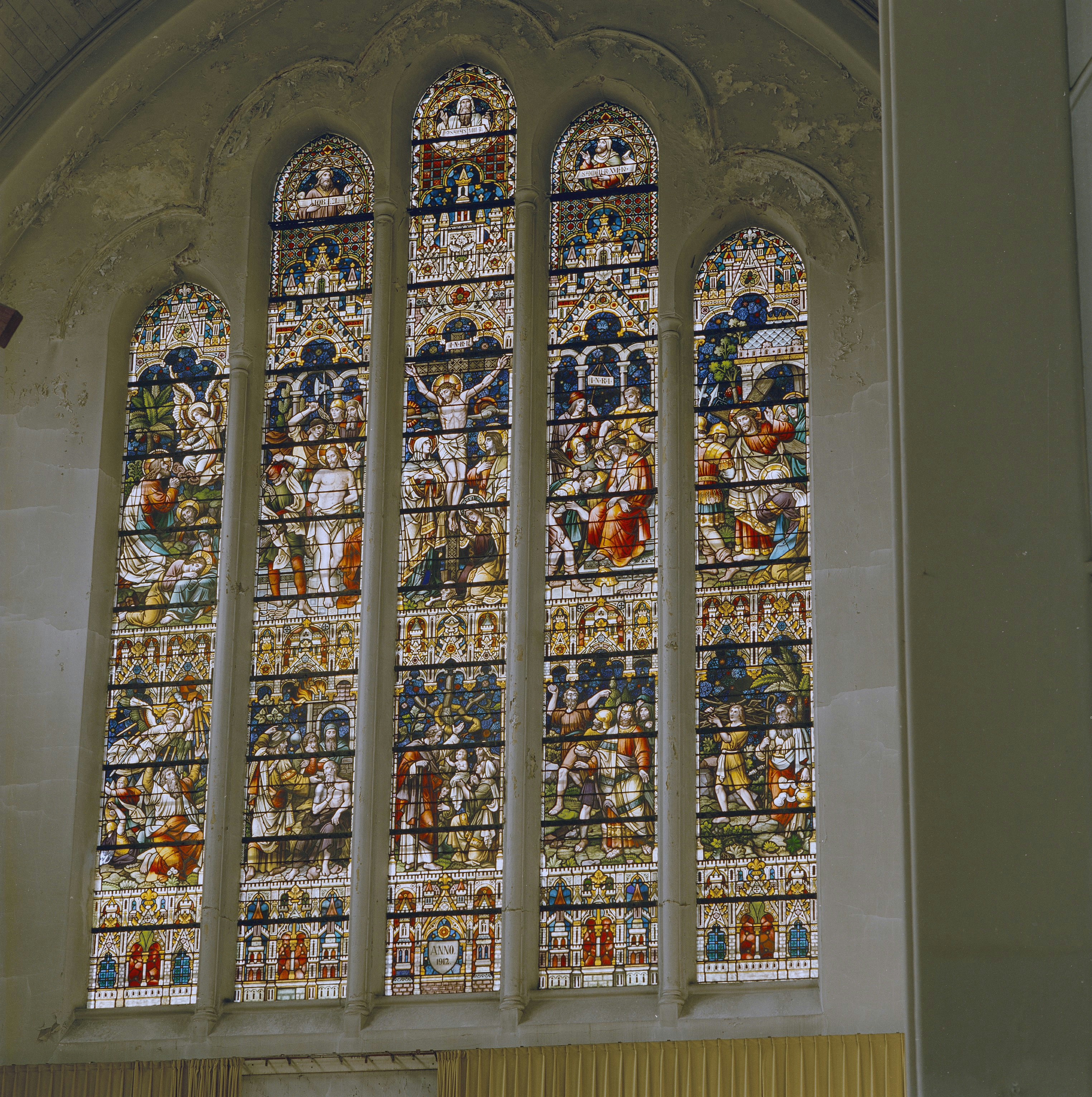
OLV Onbevlekt Ontvangenkerk, Arnhem
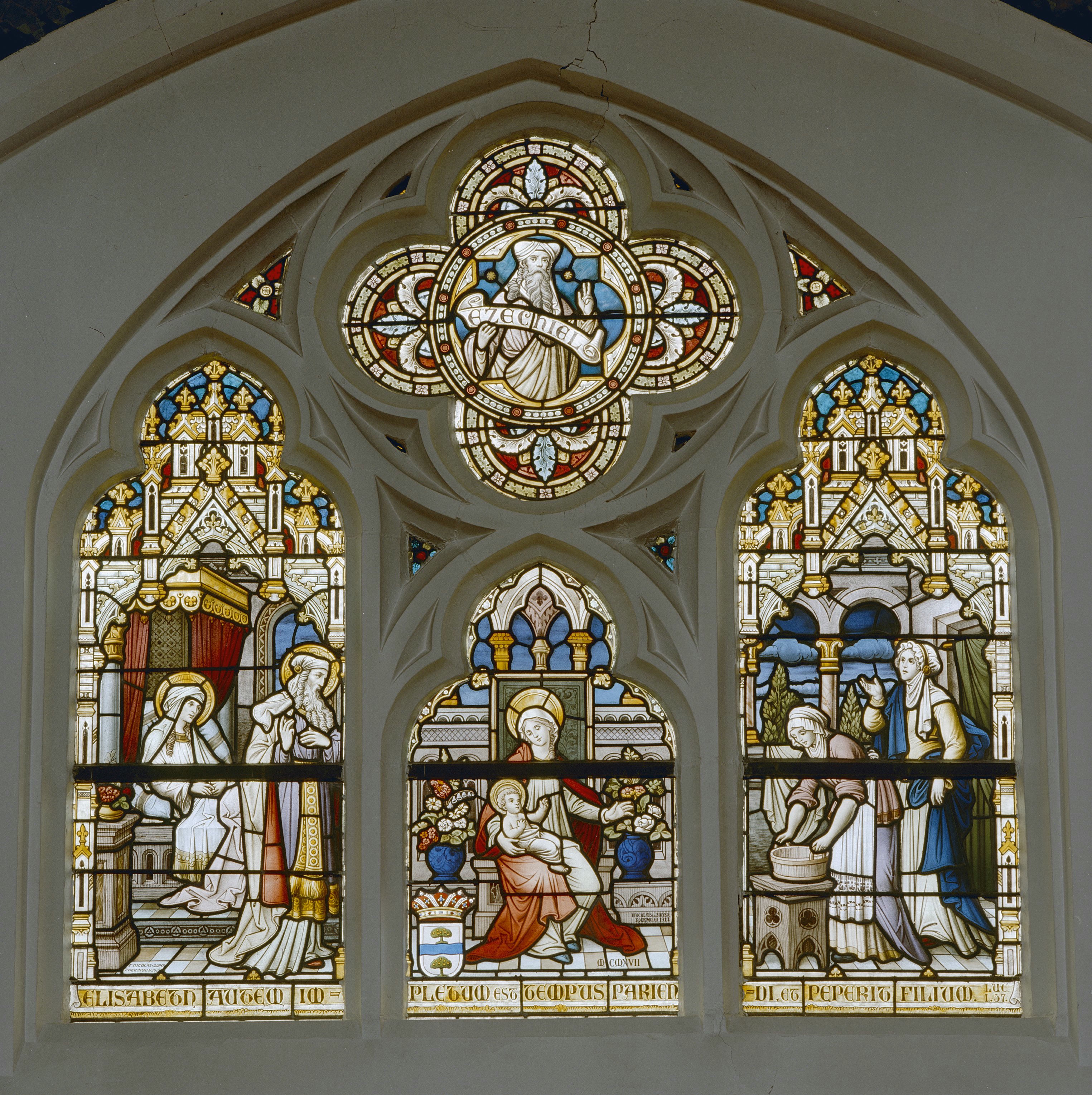
Johannes de Doperkerk, Limmel
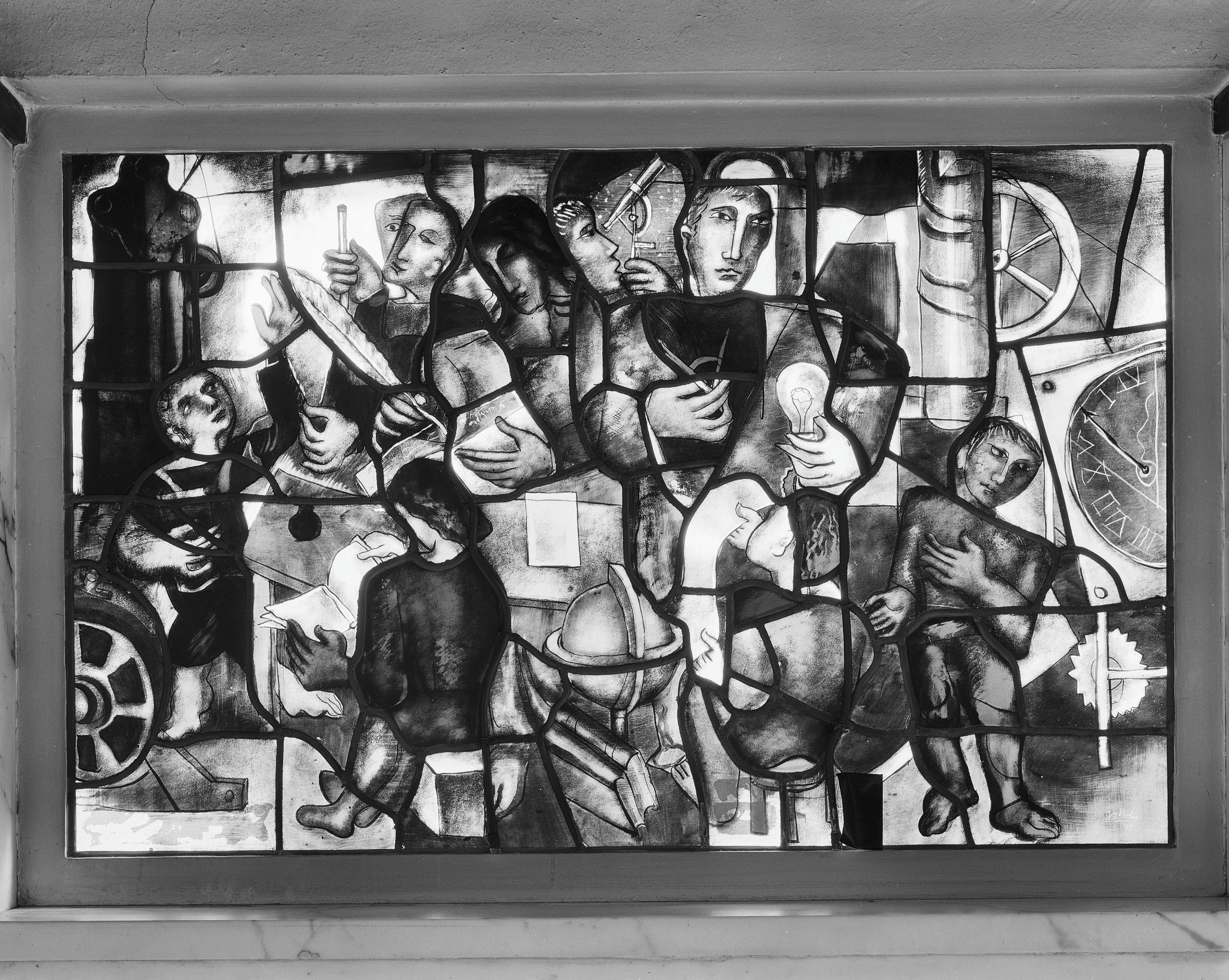
Raadhuis, Hilversum